# Bleptina propugnata
Bleptina propugnata là một loài bướm đêm trong họ Noctuidae.